# Tullibee (U-Boot, 1960)
Die Tullibee, (SSN-597) war ein Atom-U-Boot der United States Navy. Sie wurde 1960 in Dienst gestellt und fuhr bis 1988. Das Hauptziel bei ihrer Entwicklung war es, ein kleines, kostengünstiges U-Boot zu schaffen, das primär für U-Jagd-Missionen vorgesehen war. Dafür wurde erstmals ein großes Kugelsonar im Bug eingesetzt, und ein turboelektrischer Antrieb sollte das Boot leise machen. Die meiste Zeit wurde die Tullibee mit ihrem anderen Booten überlegenen Sonar eingesetzt, um neue Taktiken für die U-Jagd zu entwickeln. Nach der Außerdienststellung 1988 erfolgte die Zerlegung des U-Bootes bis 1996.

## Geschichte

### Planung
Um 1955 stellte die Navy fest, dass die Boote der sich in Planung befindlichen Skipjack-Klasse gegenüber der ersten Generation um die Nautilus und die Skate-Klasse wesentlich teurer geworden waren. Hinzu kam, dass die Nautilus sich in ersten Tests als sehr laut herausstellte.
Um dem entgegenzuwirken, schlug das Ship Characteristic Board der Navy vor, kleinere und günstigere Boote zu entwickeln, und gleichzeitig mehr Wert auf die Vermeidung von Lärm zu legen. Daraus entwickelte sich die Tullibee, die als Nachfolger der Killer-U-Boote der Barracuda-Klasse geplant war. Deren Typschiff, die konventionell getriebene Barracuda, ging 1951 in Dienst. Die Boote waren mit passivem Sonar und größtmöglicher Wendigkeit vor allem für die Jagd auf andere U-Boote konzipiert. Admiral Arleigh Burke unterstützte den Bau eines nuklear angetriebenen Prototyps eines solchen U-Bootes und 1955 übermittelte dem Bureau of Ships der Navy einen Entwurf für ein nuklear angetriebenes SSKN (ship submersible, killer, nuclear) und einen Entwurf für fünf konventionelle Killer-U-Boote (SSK). Noch im selben Jahr wählte die Navy den SSKN-Entwurf und begann 1956 damit, das Design auszuarbeiten.
Schnell wurde jedoch klar, dass die Navy den Plan für ein kleines U-Boot mit einer Verdrängung von nur wenig über 1000 Tonnen (ts) aufgeben musste, da der Kernreaktor wesentlich schwerer ausfiel und auch mehr Auftrieb in die Baupläne eingerechnet wurde als im ursprünglichen Entwurf vorgesehen. So verdoppelte sich letztlich die Verdrängung auf 2600 ts. Trotzdem entschied die Navy, die Tullibee als Prototyp zu bauen, gab aber die Klassifizierung als Killer-U-Boot auf; stattdessen wurde sie als normales Jagd-U-Boot (SSN) klassifiziert. Wesentliche Neuheiten des Entwurfs waren das Sonarsystem, das ein großes sphärisches Sonar im Bug besaß, und der Antrieb, der auf Getriebeturbinen verzichtete und zur Geräuschreduktion eine turboelektrische Konstruktion vorsah.

### Bau
Am 15. November 1957 wurde der Bau von SSN-597 genehmigt. Ein halbes Jahr später, am 26. Mai 1958, legte Electric Boat in Groton, Connecticut den Kiel des Bootes. Nach weniger als zwei Jahren erfolgten am 27. April 1960 der Stapellauf und die Schiffstaufe. Taufpatin der Tullibee war die Witwe von Charles F. Brindupke, der als Kommandant der USS Tullibee (SS-284) im Zweiten Weltkrieg starb, als sein Boot von einem eigenen Torpedo versenkt wurde, der einen Kreis gelaufen war. Nach der Endausrüstung wurde SSN-597 dann am 9. November 1960 in Dienst gestellt. Sie wurde in der Naval Submarine Base New London stationiert und als erstes Atom-U-Boot der Submarine Development Group Two zugeteilt, um neue U-Boot-Taktiken zu entwickeln. Entsprechend wurde die Tullibee von Beginn an in Sonarübungen eingesetzt, in denen die neuartige Anordnung der Sonargeräte getestet und Taktiken zum Einsatz des Sonars entwickelt wurden. Diese fanden vor der US-Ostküste und in der Karibik statt, wo die Navy spezielle Seegebiete für Sonarübungen ausgewählt hatte.

### Einsatzgeschichte
Ab 1964 nahm die Tullibee an Sonarübungen zusammen mit NATO-Streitkräften teil und im Jahr 1965 standen hauptsächlich Testfahrten auf dem Programm. Ende des Jahres wurde sie in der Portsmouth Naval Shipyard in Kittery, Maine eingedockt und überholt. Erst ab 1968 wurde das U-Boot wieder eingesetzt, um Sonartechniken zu entwickeln. 1970 verlegte die Tullibee erstmals über eine längere Strecke. Sie wurde in den Bereich der 6. Flotte ins Mittelmeer geschickt, wo sie an Übungen teilnahm und Hafenbesuche in Athen, Neapel und Rota absolvierte. Während der rund fünf Monate dauernden Fahrt legte das U-Boot 20.000 Seemeilen zurück. Die Jahre von 1971 bis 1974 verbrachte die Tullibee wiederum mit NATO- und US-Übungen im Atlantik und der Karibik. 1972 kollidierte das U-Boot 150 Seemeilen vor Cape Hatteras, North Carolina, mit dem deutschen Frachter Hagen. Die Tullibee war bei stürmischer See zu dicht unter der Wasseroberfläche unterwegs, als sich die Schiffe berührten. Es entstanden erhebliche Schäden aber beide Schiffe konnten unter eigener Kraft weiterfahren. 1973 ging Tullibee zu einer geplanten Überholung wieder in die Portsmouth NSY.
1975 folgte die zweite Fahrt ins Mittelmeer und die dritte um den Jahreswechsel 1976/1977. Während der vierten Mittelmeerverlegung brach am 16. Juni 1978 die Propellerwelle. Dadurch wurde der Maschinenraum zum Meer hin geöffnet und teilweise geflutet. Die Flutung konnte jedoch gestoppt werden, die Tullibee tauchte auf und wurde nach Rota geschleppt. Dort lag sie zwei Monate in der Werft. Nach der Rückkehr und einigen lokalen Operationen 1978/1979 wurde sie im August 1979 zur dritten Überholung in Portsmouth eingedockt, die bis 1982 andauerte. Im Anschluss folgten Fahrten vor der Ostküste und in der Karibik und 1985/1986 die fünfte und letzte Verlegung ins Mittelmeer.
In den folgenden Jahren begann die Inaktivierung des U-Bootes an der Pier. Die Tullibee verließ den Hafen von New London erst im September 1987 wieder, als sie in die Portsmouth NSY geschleppt wurde. Am 25. Juni 1988 erfolgte dort die offizielle Außerdienststellung. In der Werft wurden nicht-nukleare Teile entfernt und die komplette Zerlegung erfolgte ab 1995 in der Puget Sound Naval Shipyard im Rahmen des Ship-Submarine Recycling Program. Diese war am 1. April 1996 abgeschlossen.

## Technik

### Rumpf und Antrieb

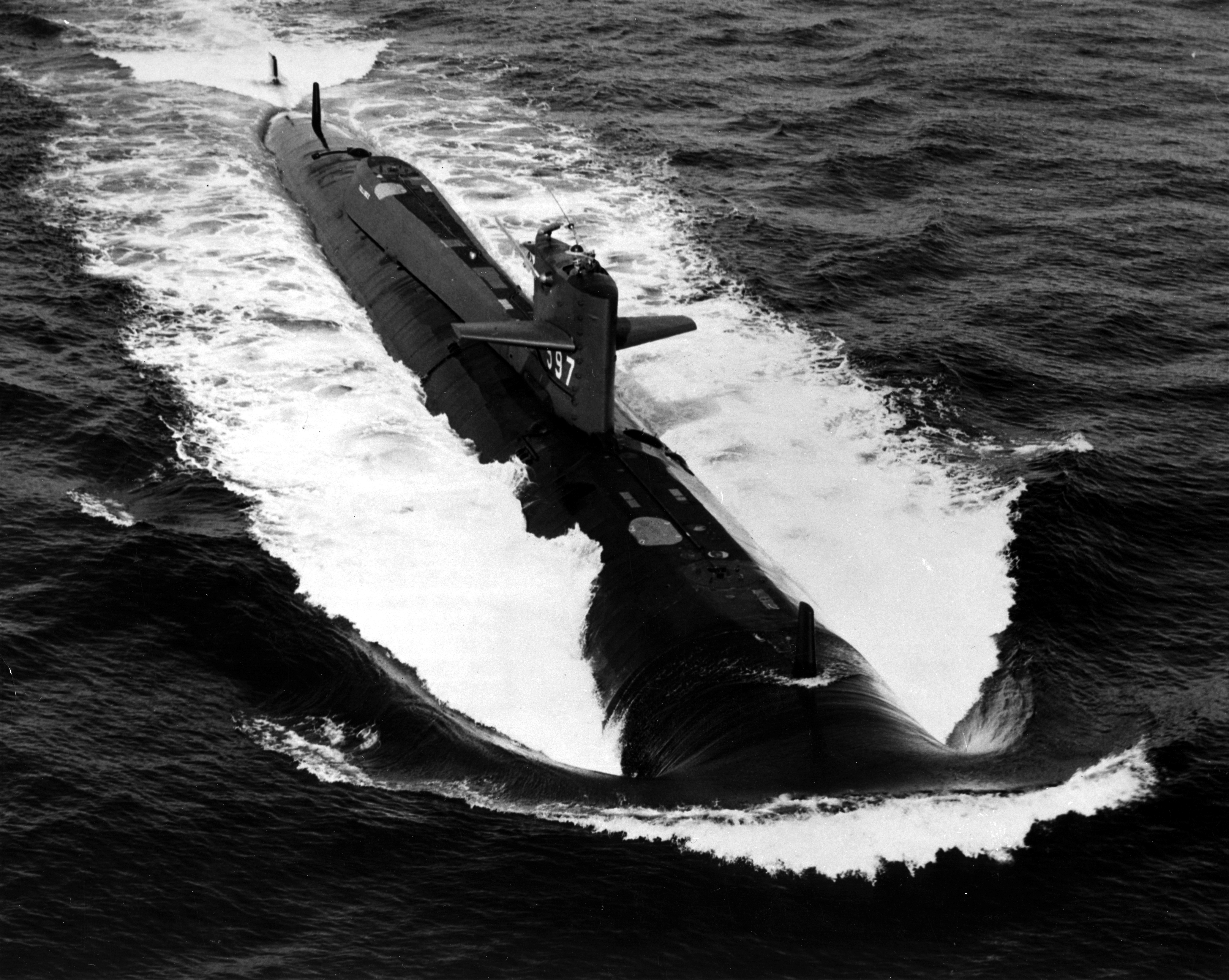
Die Tullibee

Der Rumpf der Tullibee war 82,3 Meter lang und 7,1 Meter breit, der Tiefgang betrug 6,4 Meter. Die Verdrängung lag getaucht bei rund 2640 Tonnen. Der kleine Turm lag im vorderen Drittel. Die Form des Rumpfes war nicht mehr rein tropfenförmig, wie es beim Versuchs-U-Boot Albacore als hydrodynamisch optimal bestimmt worden war. Stattdessen war der Bereich hinter dem Turm als Röhre mit festem Durchmesser gebaut worden. Erst zum Heck hin verjüngte sich der Rumpf wieder. Zwar bedeutete dies ein Abweichen von der optimalen Hydrodynamik, war aber einfacher zu bauen und machte das U-Boot länger. Die Tiefenruder wurden am Turm angebracht.
Der Rumpf bestand aus so genanntem HT-Stahl (high tensile steel, hochzugfester Stahl), nicht wie bei anderen U-Boote der Zeit aus HY-80-Stahl. Daher lag die zugelassene Tauchtiefe bei nur rund 210 Metern, im Gegensatz zu den rund 400 Metern der Thresher-Klasse. Das Boot besaß innen durchgehend zwei Decksebenen. Mittschiffs war der Reaktor untergebracht, wo er wegen seines hohen Gewichts leichter austariert werden konnte. Der gesamte Raum achtern wurde von den Maschinenräumen eingenommen. Vor dem Reaktor befanden sich Aufenthalts-, Arbeits- und Schlafsäle der Crew und unter dem Turm die Operationszentrale, von der aus das Boot gesteuert wurde. Der Bug wurde vom Torpedoraum und dem Sonar eingenommen.
Der Antrieb bestand aus einem S2C-Kernreaktor, hergestellt von Combustion Engineering. Wie von Arleigh Burke gefordert, erhielt die Tullibee einen turboelektrischen Antrieb. Dabei diente der Reaktor zum Aufladen von Batterien, die wiederum einen Elektromotor antrieben. Dieser leistete rund 2400 PS auf die einzige Welle. Damit erreichte das Boot getaucht zwischen 16 und 20 Knoten, rund 10 Knoten weniger als andere U-Boote der Zeit. Da jedoch auf komplizierte und tendenziell laute Getriebeturbinen verzichtet werden konnte und der Reaktor auch weit heruntergefahren werden konnte, war dieses System wesentlich leiser als andere Antriebsarten. Außerdem konnte das Boot so schneller beschleunigen, da dafür nicht erst die Leistung des Reaktors erhöht werden musste. Letztlich wurde ein turboelektrischer Antrieb nur noch ein Mal in einem U-Boot der US Navy für Kampfeinsätze eingesetzt, nämlich ab 1971 bei der Glenard P. Lipscomb (U-Boot). Außerdem baute die Navy bei dem Forschungs-U-Boot NR-1 ein solches System ein.

### Bewaffnung und Elektronik
Die größte Neuheit war das sphärische Sonarsystem, das den gesamten Bugbereich einnahm. Die Tullibee erhielt das AN/AQQ-1, das aus einem aktiven Kugelsonar BQS-6 und den darum angeordneten passiven Niedrigfrequenzsensoren BQR-7 bestand. Der Bug bot den Vorteil, dass er so weit wie möglich von den eigenen Antriebssystemen entfernt lag, womit Eigenstörungen minimiert wurden. Erstmals konnte die Tullibee so Sonarkontakte in allen drei Dimensionen orten. Alle späteren U-Boote der US Navy erhielten ein solches Kugelsonar. Für die Feuerleitung besaß die Tullibee vier BQG-2A-PUFFS-Sensoren. Je einer befand sich als deutlich sichtbare „Flosse“ extern am Bug und am Heck, jeweils ein weiterer intern im Turm und in der hinteren Stabilisatorflosse.
Da das Sonar den Bug einnahm, in dem bei früheren Entwürfen die Torpedorohre untergebracht waren, musste die Navy für die Bewaffnung eine neue Lösung finden. So wurden die vier 533-mm-Rohre weiter nach hinten geschoben und dafür um 10° aus der Längsachse des Bootes ausgewinkelt. Für jedes Rohr konnten zwei Nachlader mitgeführt werden, so dass die Tullibee bis zu zwölf Waffen des Typs Mk. 48 an Bord hatte.

## Besatzung
Auch die Besatzungsstärke sollte den Entwurf günstig machen und Betriebskosten einsparen. Mit 56 Mann an Bord der Tullibee waren 32 Mann weniger vorgesehen, als zu Beginn für die Thresher-Klasse eingeplant waren; letztlich wurden auf den Threshers sogar rund 100 Mann eingesetzt. Da aber die Seebesatzung von 56 Mann nicht ausreichte, auch die nötigen Instandhaltungsarbeiten im Hafen allein durchzuführen, mussten der Tullibee weitere Männer zugeordnet werden, die nicht mit auf See gingen, sondern während der Fahrten im Hafen administrative Tätigkeiten erledigten und Hafenliegezeiten vorbereiteten.